# Dolicheremaeus ceylonicus
Dolicheremaeus ceylonicus är en kvalsterart som beskrevs av Balogh 1970. Dolicheremaeus ceylonicus ingår i släktet Dolicheremaeus och familjen Tetracondylidae. Inga underarter finns listade i Catalogue of Life.